# 88Glam
Gli 88Glam (stilizzato 88GLAM) sono un duo canadese formato da Derek Wise e 88 Camino nel 2017 a Toronto.

## Carriera

### Formazione degli 88Glam (2017-presente)
Prima della formazione di 88Glam, sia Derek Wise che 88 Camino avevano pubblicato separatamente la musica. Tuttavia, Camino utilizzava il nome Drew Howard pur mantenendo l'88 Camino come soprannome. Wise e Howard hanno collaborato spesso e in precedenza hanno lavorato insieme ai brani "Anuva Wun" come singolo di Howard e "I Can Tell" del disco di debutto del 2017 di Wise, Inglorious. Wise e Camino hanno iniziato a portare in giro il loro progetto collaborativo durante l'estate del 2017.
Il duo ha introdotto il nome "88Glam" il 1º novembre 2017, proiettando in anteprima il loro primo video musicale "12" a Billboard, con un cameo da parte di The Weeknd. Quest'ultima è stata seguita dall'uscita di un altro video musicale del singolo "Bali", in collaborazione con il rapper Nav, che anticipa l'uscita del mixtape di debutto 88GLAM, pubblicato il 7 novembre 2017.
Il 20 aprile 2018, quattro nuove tracce sono state aggiunte a 88GLAM e ripubblicate con il nome 88Glam Reloaded.

## Discografia

### Mixtape
- 2017 - 88GLAM
- 2018 - 88Glam Reloaded
- 2018 - 88GLAM2
- 2019 - 88GLAM2.5
- 2020 - New Mania

### Album in Studio
- 2021 - Close To Heaven Far From God